# Гарбузівка (Полтавський район)
Гарбузі́вка — село в Україні, у Кобеляцькій міській громаді Полтавського району Полтавської області. Населення становить 267 осіб.

## Географія
Село Гарбузівка розміщене на правому березі річки Ворскла в місці впадання в неї річки Вісьмачка, вище за течією на відстані 4 км розташоване село Підгора, нижче за течією на відстані 1,5 км розташоване село Перегонівка.

## Історія
Село виникло на місці старого хутора Арбузи (Гарбузи) Кобеляцького повіту Кобеляцької волості.
В часи Другої Світової війни було звільнено від німецько-фашиських загарбників 25 вересня 1943 р частинами 93-ї стрілецької дивізії, які пішли у масштабний наступ силами трьох гвардійських стрілецьких полків (278, 281 та 285) за підтримки 198 артилерійського полку.
12 червня 2020 року, відповідно до розпорядження Кабінету Міністрів України № 721-р «Про визначення адміністративних центрів та затвердження територій територіальних громад Полтавської області», село увійшло до складу Кобеляцької міської громади.
19 липня 2020 року, в результаті адміністративно - територіальної реформи та ліквідації Кобеляцького району, село увійшло до складу новоутвореного Полтавського району Полтавської області.